# Nikołaj Kamow
Nikołaj Ilicz Kamow, ros. Николай Ильич Камов (ur. 1 września?/14 września 1902 w Irkucku, zm. 24 listopada 1973 w Moskwie) – radziecki konstruktor lotniczy.

## Życiorys

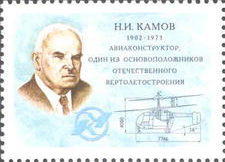
Nikołaj Kamow na znaczku wydanym przez pocztę rosyjską w 2002 roku

Prace nad wiropłatami rozpoczął w 1929 wraz z N. Skrzynskim od projektu autożyro KASKR-1; później do zespołu dołączyli również inni konstruktorzy, w tym Michaił Mil. W latach trzydziestych i czterdziestych, jego praca koncentrowała się głównie nad tego typu maszynami. W 1946 rozpoczął prace nad śmigłowcem Ka-8 o wirnikach w układzie współosiowym, nazywanym dziś układem Kamowa. Sukces tej maszyny sprawił, że w 1948 Kamow został szefem drugiego, obok biura Mila, zespołu projektującego radzieckie śmigłowce. Biuro to wyspecjalizowało się w produkcji maszyn dla marynarki wojennej, na rynek cywilny oraz w realizacji niekonwencjonalnych projektów, takich jak Ka-22. Poza śmigłowcami powstawały również takie konstrukcje, jak sanie o napędzie śmigłowym Ka-30. Po śmierci twórcy biuro działało nadal, zaś po przemianach politycznych w Rosji przekształciło się w spółkę notowaną na giełdzie.